# Johnny Leoni
Johnny Leoni (Sitten, Suïssa, 30 de juny de 1984) és un jugador de futbol suís que juga en la posició de porter. Actualment milita a les files del FC Zürich de la Lliga suïssa de futbol. Debutà l'any 2001 a les files del Football Club de Sion, equip amb el qual disputà 30 partits abans de l'any 2003 marxar al FC Zürich, on encara hi juga avui dia i amb el qual ha guanyat tres lligues suïsses (2006, 2007 i 2009) i una Copa suïssa (2005).